# Марк Ґавій Апіцій
Марк Ґавій Апіцій (лат. Marcus Gavius Apicius; близько 25 до н. е. — до 42) — гурман, кулінар, письменник, багатій часів ранньої Римської імперії.

## Життєпис
Походив з роду вершників Ґавіїв. Народився у м. Мінтурни (теперішнє Мінтурно, Кампанія), де жив більшу частину життя. Уславився своїми бенкетами, марнотратством та кулінарними шедеврами за часів імператорів Августа і Тиберія. Отримав когномен Апіцій від імені гульвіси Апіція, що жив 90 року до н. е. та був сучасником Публія Рутілія. Завдяки шлюбу своєї доньки з впливовим префектом преторія Сеяном отримав вплив у часи володарювання Тиберія. Учасниками його бенкетів були Луцій Елій Сеян, Гай Цільній Меценат, Друз Молодший, Луцій Антістій Вет.
Його ім'я стало прізвиськом для гурманів. Розтринькавши більшу частину своїх статків у 400 млн сестерціїв (лише 100 млн сестерціїв на страви), але все ще володіючи значним достатком у 10 млн сестерціїв, він отруївся, вважаючи, що той спосіб життя, який йому довелося б вести з обмеженими засобами, є вмирання з голоду.

## Творчість
Під ім'ям Апіція збереглася римська куховарська книга «Кулінарія» (De re coquinaria libri X) в 10 частинах, що датують в остаточній формі IV ст. н. е., в якій автор часто користується грецькою термінологією. Рецепти, що містилися в ній, були призначені як для вишуканих гурманів, так і для менш вимогливих споживачів. Кожна з книг має грецьку назву. Є у творі й інші ознаки, що вказують на запозичення з грецьких джерел.
Апіцій написав принаймні дві кухарські книги — загальну і про соуси, які постійно заново перевидавали з новими рецептами та скорше були об'єднані в кінці IV століття в одну книгу під назвою «De re coquinaria». З 478 збережених рецептів 300 належать Апіцію, були взяті з трактатів про селянство, книгах про дієти тощо. Способи приготування страв описані досить коротко, в них описано приготування м'яса та риби, солодких страв, соусів та овочів. У книзі описано недорогі та складні розкішні страви, такі як трюфелі або страви з нутрощів.

## Родина
Ґавія Апіката, дружина Луція Елія Сеяна

## Переклади українською
- Марк Ґавій Апіцій. Про кулінарну справу римлян. Пер. з лат. Марти Тимошенко. — Київ: видавництво «Апріорі», 2021. ISBN 978-617-629-667-6